# ورزشگاه شهید بهشتی بوشهر
ورزشگاه شهید بهشتی بوشهر در استفادهٔ تیم‌های فوتبال بوشهر مانند شاهین و ایران‌جوان است. این ورزشگاه ۱۵٬۰۰۰ نفر گنجایش دارد.

## تاریخچه
زمین فوتبال بوشهر قبلاً در محلی پشت گاراز کازرونی یعنی جایی که امروز پاساژ ملت در آنجا قرار دارد واقع بود. بدون جایگاه و بدون سکوهای تماشاچی و فاقد هرگونه امکانات در آن زمان فاصله بین سنگی تا شهرُ زمین‌ها خالی وفاقد خانه‌های مسکونی بود و در هنگام جزر دریا سالی یکی دو بار از دو طرف ساحل که دیوار ساحلی نداشتُ آب دریا به صورت " غیاله " که نوعی سونامی بود فاصلهٔ سنگی تا شهر را پر می‌کرد وفقط یک جادهٔ باریک شوسه مرکز شهر را با محله‌های بیرون شهر مرتبط می‌ساخت.
این آب‌ها پس از سه یا چهار ماه خشک می‌شدند و زمین بایر باقی می‌ماند. آقای سیار با کمک امام جمعهٔ وقت سید هاشم عدنانی و با همکاری فرماندار وقت مهندس علیمراد زندُ مقداری از این زمین‌ها جهت انجام امور ورزشی و تأسیس استادیوم و زمین فوتبال به ثبت رساند. و با هزینه‌ای بسیار اندک شروع به دیوارکشی کرد. پیمانکار کشیدن دیوارهای چهار طرف سیدعبدالکریم کازرونی بود که کل دیوار کشی اطراف را با سه متر ارتفاعُ نیم متر پی ونیم متر ضخامت با مبلغ ۲۰ هزارتومان به پایان رساند. متراژ زمین ۳۵۰ متر در ۲۵۰ متر و جمعاً ۸۷۵۰۰ متر مربع و نزدیک به ۹ هکتار است.
هزینهٔ ساخت جایگاه در دو طبقه ۶۰۰۰۰ هزارتومان سکوهای نشستن تماشاچی در چهار طرف به صورت پلکانی هر طرف ۱۰ هزار تومان وجمعا تمام مخارج استادیوم از دیوار و سکوها و جایگاه و اتاق بزرگ کنار در جهت فروش بلیتُ رختکن‌هاُ حمام‌ها و سایر مکان‌های مورد لزوم بین ۱۲۰ تا ۱۴۰ هزار تومان برآورد شد. همکاری ابراهیم دهقانی خلدپدر هنرمند ارجمند آقای حسین دهقانی که در آن زمان مدیر ساختمانی ادارهٔ فرهنگ (آموزش و پرورش) بود با آقای سیار قابل احترام است.
هزینه استادیوم از طریق کمک‌های مردمی: ۱۰ هزار تومان کمک مرحوم محمد علی سیار پدر آقای محمد جواد سیارُ مبلغ مختصری از انجمن شهر بوشهر در آن زمان واجرای دو نمایشنا مه یکی نمایش " رستم وسهراب " و دیگری نمایش " بیژن و منیژه " هرکدام به مدت ۱۰ شب در سالن قدیمی دبیرستان سعادت با کمک منوچهر آتشی و چند هنرمند دیگر که هر شب بین ۴ تا ۵ هزارتومان فروش بلیت داشت و کمک‌های دیگر تأمین شد. اولین بازی رسمی در این ورزشگاه بین تیم غضنفر و مهرشاد بحرینی برگزار شد

## امکانات

### گنجایش
گنجایش ورزشگاه شهید بهشتی ۱۵٬۰۰۰ نفر می‌باشد.

### روشنایی
۴ نورافکن در ۴ گوشهٔ استادیوم شهید بهشتی نصب شده است که ورزشگاه را روشن می‌کند.

### سیستم صوتی
۸ بلندگو روی ۴ نورافکن (روی هر نورافکن ۲ بلندگو) ورزشگاه شهید بهشتی نصب شده است که ورزشگاه را روشن می‌کنند.

### نمایشگر
نمایشگر ورزشگاه شهید بهشتی در سال ۱۳۹۰ نصب شده است.